# Aleksander Snastin
Aleksander Leonard Snastin (ur. 1921 w Wilnie, zm. 2001 w Londynie) – polski żołnierz, inżynier, działacz emigracyjny. 

## Życiorys
Urodził się w 1921 w Wilnie i w tym mieście zdał egzamin dojrzałości. Podczas II wojny światowej w stopniu kaprala podchorążego był żołnierzem 3 batalionu ciężkich karabinów maszynowych w strukturze 3 Dywizji Strzelców Karpackich Polskich Sił Zbrojnych.
Uzyskał tytuł inżyniera. Został działaczem emigracyjnym w Wielkiej Brytanii. Od stycznia 1982 był podsekretarzem stanu w trzecim rządzie Kazimierza Sabbata (1979-1983). Od 17 stycznia 1984 do 7 kwietnia 1986 był ministrem w czwartym rządzie Kazimierza Sabbata. Od 29 maja 1986 pełnił stanowisko ministra stosunków z narodami ujarzmionymi przez ZSRR w pierwszym rządzie Edwarda Szczepanika. W związku z podjęciem na dłuższy czas pracy zawodowej poza terenem Wielkiej Brytanii, na własną prośbę został odwołany z tego stanowiska 14 sierpnia 1986. Z ramienia Stronnictwa Chrześcijańskiej Demokracji pełnił mandat członka Rady Narodowej Rzeczypospolitej Polskiej kadencji VII (1983-1988) i kadencji VIII (1989-1991).
Zmarł w 2001 w Londynie.

## Ordery i odznaczenia
- Krzyż Oficerski Orderu Odrodzenia Polski (3 maja 1989, za całokształt pracy niepodległościowej i społecznej)[9][10]
- Złoty Krzyż Zasługi (1977)[11]
- Krzyż Walecznych – dwukrotnie[2]